# Parigi-Bourges 1977
La Parigi-Bourges 1977, ventottesima edizione della corsa e valevole come prova del circuito UCI categoria CB.1, si svolse l'11 giugno 1977 e fu vinta dal francese Régis Delépine.

## Ordine d'arrivo (Top 10)
| Pos. | Corridore                 | Squadra  | Tempo |
| ---- | ------------------------- | -------- | ----- |
| 1    | Régis Delépine            | Peugeot  |       |
| 2    | Pierre-Raymond Villemiane | Gitane   |       |
| 3    | Patrick Perret            | Miko     |       |
| 4    | Roland Berland            | Gitane   |       |
| 5    | Michel Le Denmat          | Lejeune  |       |
| 6    | Raymond Martin            | Miko     |       |
| 7    | Bernard Bourreau          | Peugeot  |       |
| 8    | Willy Teirlinck           | Gitane   |       |
| 9    | Jonathan Boyer            | Lejeune  |       |
| 10   | Rafael Constant           | Flandria |       |